# 닛카쓰 로망 포르노
닛카쓰 로망 포르노(일본어: 日活ロマンポルノ)는 1971년부터 1988년까지 일본의 영화사인 닛카쓰에서 제작된 핑크 영화를 말한다.

## 내용
로망 포르노의 시작은 1950년대 중후반 일본에 TV가 보급되면서 일본의 영화계가 쇠퇴하자, 일본의 영화사인 닛카츠는 도산 위기에 처해지고 이를 타계하기 위하여 생산되었던 것이 시발점이다. 닛카쓰는 생산되는 로망 포르노 작품에 관하여 정해진 분량의 노출과 정사 장면만 들어가면 그 외는 모두 감독의 재량에 맡기는 정책으로 표현의 자율권을 보장하여 주었다. 닛카츠의 로망 포르노 영화는 1971년부터 1988년 약 1천133편이 제작되었으며, 1970년대에는 일본 영화시장의 40%를 점유 할 정도로 인기를 누렸다.